# Jean-Christophe Lafaille
Pour les articles homonymes, voir Lafaille.
Pas d'image ? Cliquez ici
Jean-Christophe Lafaille, né le 31 mars 1965 à Gap et disparu le 26 janvier 2006 sur les pentes du Makalu, au Népal, est un alpiniste français. Il a un palmarès très fourni d'exploits dans le domaine de l'escalade et de l'alpinisme.
Il a cherché à devenir le premier Français à gravir les quatorze sommets de plus de 8 000 mètres d'altitude mais il disparaît le 26 janvier 2006 en tentant la première ascension solitaire en hivernale du Makalu, son douzième huit mille. Il compte à son palmarès onze huit mille gravis sans oxygène et la plupart en solo.

## Biographie
Jean-Christophe Lafaille, originaire de Gap, commence l'escalade à 7 ans. Durant l'adolescence, il est inspiré par les livres de Walter Bonatti et Reinhold Messner. Il participe à de nombreuses compétitions d'escalade sportive.
Guide de haute montagne, Jean-Christophe Lafaille enseigne à l'école nationale de ski et d'alpinisme, il est également membre du GHM.
En octobre 1992, pour sa première expérience de l'Himalaya, il part avec Pierre Béghin à l’assaut de la face sud de l’Annapurna (8 091 mètres) en « style alpin », c'est-à-dire sans oxygène ni camp d'altitude. À 7 100 mètres d'altitude, en raison d'un ancrage de rappel qui lâche, Pierre Béghin fait une chute mortelle, emportant avec lui tout le matériel. Lafaille met cinq jours à descendre seul avec un bras cassé par une chute de pierres. Selon Messner, il aura démontré « la capacité à survivre qui fait les plus grands alpinistes ». Souffrant d'une forme de culpabilité du survivant, il se croit responsable de la mort de Béghin à son retour en France.
Il ne revient dans l'Himalaya que l'année suivante, après avoir guéri de l'infection osseuse contractée à la suite de son ascension précédente. En 2001, sur les conseils de sa seconde femme, Katia, il décide de s'attaquer aux quatorze sommets de plus de 8 000 mètres d'altitude, toujours sans oxygène.
Mais il disparaît le 26 janvier 2006 en tentant la première ascension solitaire en hivernale du Makalu.
Il a été « garant international » pour l'association Mountain Wilderness.
Marié deux fois, il est le père de deux enfants : Marie avec sa première femme Véronique (Lafaille a donné son nom à un sommet de 6 250 mètres en Himalaya, le Mari Ri) et Tom avec sa seconde épouse, Katia (une voie sur le Nanga Parbat porte le nom de son fils).

## Réalisations himalayennes

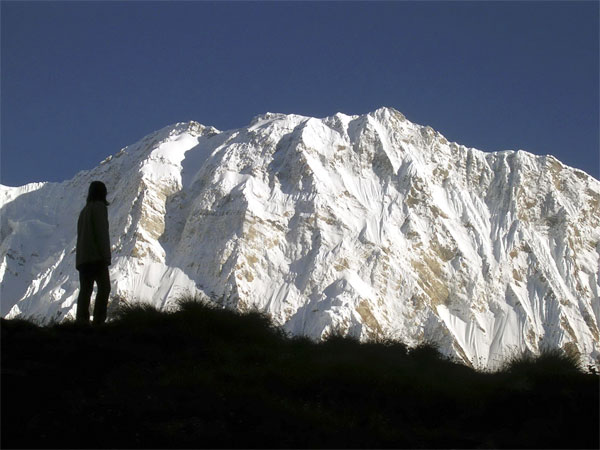
Vue de la face Sud de l'Annapurna.

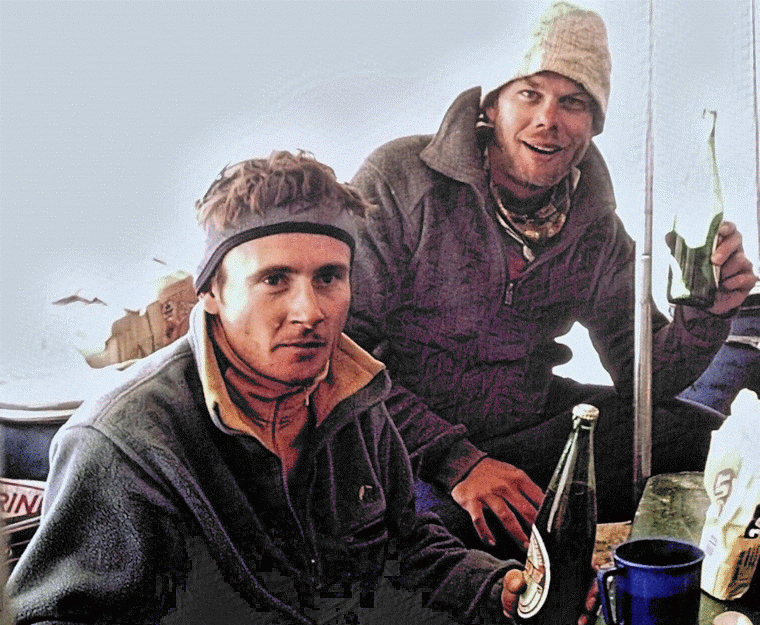
David Callaway et Jean-Christophe Lafaille (à gauche) au camp de base du Shishapangma.

- 1992 : première expérience de l'Himalaya. Il part avec Pierre Béghin à l’assaut de la face sud de l’Annapurna (8 091 mètres). Pierre Béghin fait alors une chute mortelle emportant avec lui tout le matériel. Lafaille mettra cinq jours à descendre seul avec un bras cassé par une chute de pierres[2]
- 1993 : ascension de son premier sommet de plus de 8 000 mètres d'altitude sans oxygène, le Cho Oyu (8 188 mètres), en répétant la voie Polonaise[5].
- 1994 : ouverture en solitaire et sans oxygène d’une nouvelle voie dans la face nord du Shishapangma (8 027 mètres), la plus belle réalisation himalayenne de l’année, ce qui lui vaudra le Cristal d’Or de la FFME[6].
- 1995 : tentative solitaire sur le pilier Bonnington dans la face sud de l'Annapurna.
- 1996 : enchaînement en solitaire, sans oxygène et en moins de quatre jours des Gasherbrum II (8 035 mètres) et Gasherbrum I (8 080 mètres)[7]. Ouverture d'une nouvelle voie sur le versant Nord-Est du Gasherbrum I.
- 1997 : ascension du versant ouest du Lhotse (8 516 mètres) sans oxygène. Tentative d'ascension du Dhaulagiri (8 167 mètres) en hiver et en solitaire. En raison de la quantité de neige, Lafaille ne parviendra même pas au camp de base.
- 1998 : Lafaille retourne pour la troisième fois sur la face Sud de l’Annapurna au Népal. Lors d'un accident, un sherpa disparaît, ce qui met fin à l’expédition.
- 2000 : première solitaire de la face nord-est directe du Manaslu (8 163 mètres). Sommet le 5 mai[8].
- 2001 : première française de la voie Cesen sur le second plus haut sommet du monde, le K2 (8 611 mètres), sans oxygène (arrivée au sommet le 22 juillet)[9].
- 2002 : première mondiale de l’arête est de l’Annapurna (8 091 mètres) en aller et retour (arrivée au sommet le 16 mai à 10h00 du matin) sans oxygène, en compagnie de Alberto Iñurrategi[10].
- 2003 : ascension sans oxygène de trois sommets de plus de 8 000 mètres en l'espace de deux mois : le Dhaulagiri (8 167 mètres) en solitaire, le Nanga Parbat (8 125 mètres) où il ouvre une nouvelle voie (Tom), et le Broad Peak (8 051 mètres). Il faillit mourir durant l'ascension de ce dernier : il eut un œdème pulmonaire et tomba dans une crevasse dans la descente[11].
- 2004 : première ascension en conditions hivernales (11 décembre) du Shishapangma (8 027 mètres) en solitaire, sans oxygène. Il ouvre également une variante sur 1 000 mètres[12].
- 2006 : il disparaît dans la voie normale du Makalu (8 485 mètres) entre son dernier bivouac à 7 600 mètres et le sommet, alors qu'il tentait l'ascension en hivernale et en solitaire. Il n'a donné aucune nouvelle depuis le 26 janvier, jour où il a été déclaré disparu. Une reconnaissance aérienne fut menée le 31 janvier, sans résultat.

Il lui manquait l'Everest (8 849 mètres) et le Kangchenjunga (8 586 mètres) pour devenir le premier Français à avoir gravi les quatorze sommets de plus de 8 000 mètres d'altitude.

## Réalisations alpines
- 1987 : ascension solo intégral du Rêve de gosse, voie cotée 8a+ à la roche des Arnauds. C'est, à l'époque, le plus dur solo jamais réalisé.
- 1989 : ascension solo intégral du Privilège du serpent, voie cotée 7c+ à Céüse[1].
- 1990 : première ascension solitaire de Divine providence au Grand Pilier d'Angle, alors considérée comme la voie la plus difficile du massif du Mont-Blanc.
- 1992 : ouverture en solitaire hivernale, du 9 au 13 mars, puis du 23 au 25 avril, du Chemin des étoiles, à la pointe Croz, en face nord des Grandes Jorasses.
- 1999 : ouverture en solitaire au mois d'avril de Décalage, toujours à la pointe Croz.
- 2001 : ouverture en solitaire hivernale d'une voie d'escalade artificielle dans la face ouest des Drus. Cette voie comportant des passages cotés A5+ n'a été que peu répétée[13].
- 2002 : première ascension de l'aiguille du Peigne en hivernale et solitaire par Pèlerinage.